# رأس العین، جنوب لبنان
رأس العین (به عربی: رأس العين جنوب البنان) یک روستا در لبنان است که در شهرستان صور واقع شده‌است.